# WEGE-Klinik

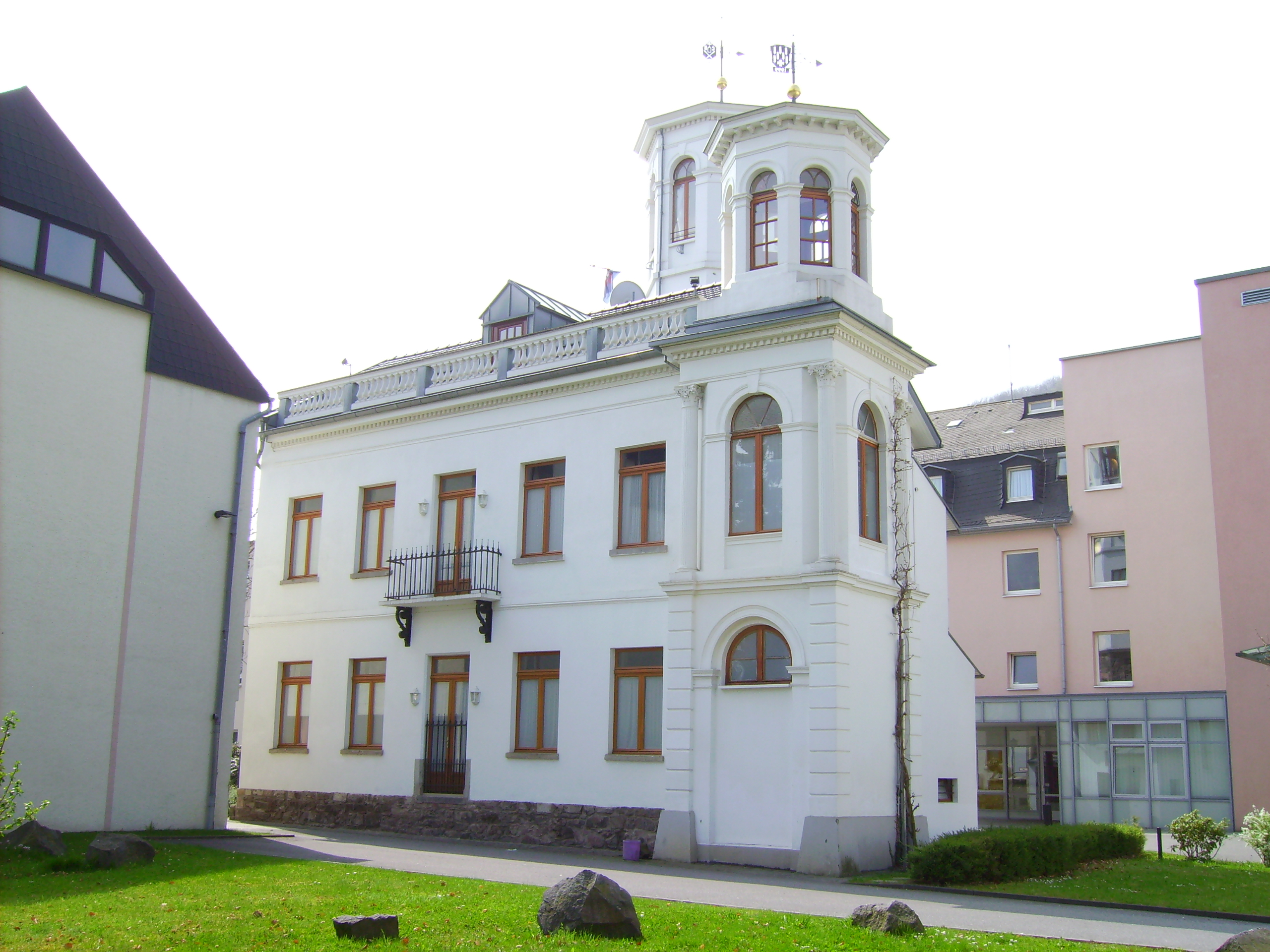
Burg Dottendorf auf dem Gelände der WEGE-Klinik

Die WEGE-Klinik ist eine Fachklinik für Strahlentherapie und Radioonkologie, Palliativmedizin, Neuroradiologie und Radiologie in Bonn. Sie wird von Mercurius Health betrieben. Die Klinik liegt im Bonner Ortsteil Dottendorf. Auf dem Gelände befindet sich auch die historische Burg Dottendorf.

## Geschichte
Die Klinik wurde 1937 von dem Radiologen und Chirurgen Robert Janker als „Röntgen- und Lichtinstitut Janker“ gegründet. Das Institut wurde im Zweiten Weltkrieg teilweise zerstört. Janker baute es wieder auf und erweiterte es 1948 zur Strahlenklinik. Von 1998 bis 2023 gehörte die Klinik zum Klinikverbund von Mediclin.  In diesem Zusammenhang erfolgte der Umzug in den Stadtteil Dottendorf. Seit 2023 ist die Klinik Teil von Mercurius Health und wurde um November 2024 in WEGE-Klinik umbenannt.

## Einrichtung
Die WEGE-Klinik umfasst 83 Betten. Im Jahr 2014 wurden dort 1268 Patienten stationär behandelt.

### Behandlungsschwerpunkte
In der WEGE-Klinik werden Krebserkrankungen diagnostiziert und sowohl ambulant als auch stationär behandelt. Es können alle Tumoren mit Bestrahlungstechniken therapiert werden. Das onkologische Zentrum der Fachklinik verfügt als einzige außeruniversitäre Einrichtung in Deutschland über Geräte zur Hochpräzisionsbestrahlung. Der Bereich der Neuroradiologie und Radiologe widmet sich mit bildgebender Diagnostik Erkrankungen des Gehirns, des Rückenmarks sowie der Wirbelsäule.